# Data Makmur
Data Makmur is een bestuurslaag in het regentschap Aceh Besar van de provincie Atjeh, Indonesië. Data Makmur telt 620 inwoners (volkstelling 2010).